# Smokvin list
Smokvin list je doslovno list od smokve. Pojam se pak često koristi za skrivanje čina ili objekta koji je neugodan ili neukusan s nečim bezazlenog izgleda. Izraz je metaforička referenca na prizor iz biblijske Knjige Postanka, u kojoj su Adam i Eva koristili listove smokve kako bi prekrili svoju golotinju nakon jedenja voća sa stabla spoznaje dobra i zla. Ponekad slike i kipovi imaju genitalije svojih likova prekrivene smokvinim listom ili sličnim predmeta, bilo kao dio uratka ili pak naknadno za percipiranje skromnosti. 